# Осеево (Московская область)
Осеево — деревня в городском округе Лосино-Петровский Московской области России. Входит в городской округ Лосино-Петровский.

## География
Деревня расположена на правом берегу реки Клязьмы, в 23 км к северо-востоку от Москвы.
В деревне расположены следующие улицы: Нагорная, Октябрьская, Промышленная, Северная, Строителей и Центральная (часть магистрали Р109), к ней также приписано 2 садоводческих товарищества (СНТ).
Автобусы №№26 и 362 связывают деревню с Москвой, населёнными пунктами Монино, Лосино-Петровский, Свердловский и Щёлково.

## Население
| 1852 | 1869 | 1926 | 2002 | 2006 | 2010 |
| ---- | ---- | ---- | ---- | ---- | ---- |
| 423  | ↘290 | ↗466 | ↘294 | ↗334 | ↗341 |

## История
Впервые деревня упомянута в писцовых книгах 1575—1577 годов как «пустошь Осеево» «за Олешею за Осиным» в Кошелеве стане. Согласно топонимическим исследованиям, название деревни — производное от имени Осей, которое в свою очередь происходит от библейских Евсея, Иосифа и Осии. Впоследствии «О» заменяется на «А» из-за характерного рязанско-московского произношения. В документах мануфактур-коллегии конца XVIII века местность именуется «Асеевской дворцовой волостью». В 1782 году поселение известно как дворцовый приселок Асеев, с 1832 — приселок Асеев. В том же 1832 году Асеево стало собственностью будущего графа Ланского.
К концу XVIII века село Асеево стало одним из самых развитых по крестьянскому производству поселений Московской губернии, уступая только четырём деревням, в том числе Щелкову и Фрязеву. В домашних производствах селения выпускалось 24550 тафтяных шелковых платков на сумму 54425 рублей. Наиболее удачливыми „промышленниками“ были Филипп Алексеев, Федор Михайлов, Петр Никитин, Василий и Михаил Сергеевы. Братья Сергеевы (Сергеевичи) — знаменитые Шишовы, основавшие шелковые фабрики в родном селе и на Монинской пустоши, где в двадцатом веке вырос громадный Монинский камвольный комбинат.
Шишовы были главными организаторами производства шелковых тканей в округе. „Город Лосино-Петровский“ — книга краеведа А. Ф. Ерофеевой — немало рассказывает об их деятельности. Так, за 1841 год есть очень подробные сведения об Асеевской фабрике Ивана Васильевича — сына Василия Шишова. Она была расположена в двухэтажном деревянном здании, её оборудование состояло из 211 ручных ткацких станков, из них 50 жаккардовых. Всего за 1841 год фабрика дала 126600 аршин различных тканей и 64900 шалей и платков на общую сумму 152215 рублей. На фабрике трудились 350 работников. Помимо этого, у Шишова были раздаточные конторы в самом селении Асеево, а также в шести других окрестных деревнях: Назарово, Балобаново, Новинки, Никифорово, Григорьево и Жеребцы. Там раздавались задания и пряжа 450 ткачам-надомникам, а потом принималась продукция.
В середине XIX века сельцо Ассеево относилось ко 2-му стану Богородского уезда Московской губернии и принадлежало графу Ланскому. В деревне было 52 двора, крестьян 190 душ мужского пола и 233 души женского.
После административной реформы 1865 года Асеево стало центром волости, в которую входило 28 поселений, в том числе Щёлково.
По данным на 1869 год Осеево — деревня, центр Осеевской волости 3-го стана Богородского уезда с 54 дворами, 52 деревянными домами и 290 жителями (156 мужчин, 134 женщины), из них 8 грамотных мужчин и 2 женщины. Имелось 22 лошади, 30 единиц рогатого скота и 3 единицы мелкого, земли было 522 десятины, из которой 278 десятин пахотной. В деревне находилась школа (2 учителя, 23 ученика и 11 учениц), а также запасный хлебный магазин.
К 1899 году деревня Осеево разрослась до 81 хозяйства, в которых проживало 366 человек. При этом грамотных и учащихся в ней было больше, чем в среднем по волости: согласно статистике земского образования среди осеевских мужчин было 62 % грамотных (52 % по волости, 50 % в Городищах) и среди женщин — 25 % (соответственно 18 % и 23 %).
В 1913 году — 76 дворов и земское училище.
По материалам Всесоюзной переписи населения 1926 года Осеево — посёлок, центр Осеевского сельсовета Щёлковской волости Московского уезда в 3 км от Анискинского шоссе и в 18 км от станции Щёлково Северной железной дороги, проживало 466 жителей (206 мужчин, 260 женщин) в 89 крестьянских хозяйствах, имелась школа 1-й ступени.
Позже в его состав вошла деревня Назарова, в XVIII веке бывшая частью приселка Асеева.
Не были забыты и осеевцы, погибшие на фронтах Великой Отечественной войны: в центре деревни стоит памятник павшим.
В 1960 году была сооружена Щелковская птицефабрика, главное предприятие округа и одно из самых больших в области.
В 1994—2006 годах Осеево — центр Осеевского сельского округа.

## Археология
История Осеева уходит корнями в глубочайшую древность. Свидетельства жизни в этих краях древних людей обнаружены в приклязьменских курганах. Авторы „Археологической карты России“ приводят следующие данные о доисторическом населении берегов реки Клязьмы:
- Курганное погребение 1 Осеево (Асеево), XI—XIII вв.

Расположено в 400 м к северо-западу от северо-западной окраины деревни, правый берег р. Клязьма. Насчитывает 41 насыпь. Многие курганы нарушены ямами, часть из которых может рассматриваться как следы старых раскопок колодцем. Возможно, здесь проводили раскопки Г. Н. Петровский, А. П. Богданов, В. А. Городцов. Курганы содержали погребения с кривичскими украшениями, в том числе браслетообразными височными кольцами. Место хранения коллекции неизвестно.
- Курганное погребение 2 Осеево (Асеево), XI—XIII вв.

Расположено в 0,75 км к западу от северо-западной окраины деревни, территория пионерлагеря, правый берег р. Клязьма, к юго-западу от селища . В 1923 г. насчитывал 104 кургана; сохранились ок. 60 насыпей, многие из которых нарушены ямами. Исследованные (возможно, Г. Н. Петровский, А. П. Богданов, В. А. Городцов) курганы содержали погребения, тоже преимущественно с кривичскими украшениями, в том числе браслетообразными височными кольцами. Место хранения коллекции неизвестно.